# Peter Turrini
Peter Turrini (Ausztria, Karintia,  Sankt Margarethen im Lavanttal, 1944. szeptember 26. –)  osztrák dráma- és forgatókönyvíró.

## Művei
Első provokatív szociálkritikai darabjai Rozznjogd (1971) és Sauschlachten (1972) címmel jelentek meg és rögtön nagy botrányt keltettek színházi körökben. Erre már a két mű címéből is lehet következtetni: magyarra ugyanis "Patkányvadászat"-nak és "Disznóvágás"-nak fordíthatjuk ezeket.
W. Pevny-vel együtt szerzett alkotása az Alpensaga címet viselte. E hat részből álló TV-filmsorozat 1976–1980 között került a nézők elé. (rendezte: D. Berner), az ausztriai parasztság történetét ábrázolta 1900-tól 1945-ig, és heves támadások kereszttüzébe került vele.
Négyrészes televízió sorozatát, az Arbeitersaga-t (társszerzői: R. Palla és D. Berner) 1988–1990 között mutatták be, de éles társadalomkritikája miatt csak három részt engedtek képernyőre.
1980-ban Turrini egyfelvonásos darabjával, a József és Mária című művel visszatért a színházhoz. További alkotásaival, mint a Die Bürger (1981), a Die Minderleister (1988) és a Tod und Teufel (1990) című darabokkal minduntalan botrányhős szerző lett.
Turrinit ma a legjelentősebb német nyelvű színpadi szerzők közt tartja számon a kritika.